# Pavonia lanata
Pavonia lanata är en malvaväxtart som beskrevs av R. E. Fries. Pavonia lanata ingår i släktet påfågelsmalvor, och familjen malvaväxter. Inga underarter finns listade i Catalogue of Life.